# دورة فرنسا المفتوحة 2001
قائمة بطولات دورة رولان غاروس لعام 2001:

## الكبار

### فردي رجال
غوستافو كويرتين هزم  أليكس كورتيجا, النتيجة:6-7 (1), 7-5, 6-2, 6-0

### فردي سيدات
جينيفر كابرياتي  هزمت  كيم كلايجسترس 1, النتيجة:1-6, 6-4, 12-10
1 كيم كلايجيسترس أصبحت أول لاعبة كرة مضرب بلجيكية (ذكر أو أنثى) تصل إلى نهائي بطولة كبرى (جراند سلام).

### زوجي رجال
ليندر بيز وماهيش فوباثي () هزما بيتر بالا وبافل فايزنر (), النتيجة:7-6, 6-3

### زوجي سيدات
فيرجينيا ريانو باكسال () وباولو سواريز () هزمتا يلينا دوكيس () وكونشيتا مارتينيز (), النتيجة:6-2, 6-1

### زوجي مختلط
فيرجينيا ريانو باكسال وتوماس كاربونيل () هزما باولا سواريز () وجيمي أونكينز (), النتيجة:7-5, 6-3

## الشباب

### فردي أولاد
كارلوس كوادرادو () هزم برايان دوبال (), النتيجة:6-1, 6-0

### فردي بنات
كايا كانيباي () هزمت سفيتلانا كوزينتسوفا (), النتيجة:6-3, 1-6, 6-2

### زوجي أولاد
أليخاندور فالا وكارلوس سالامانكا () هزما ماركوس باير وفيليب بيتزشنير (), النتيجة:3-6, 7-5, 6-4

### زوجي بنات
بيتر كيستوفيسكا وريناتا فوراكوفا () هزمتا نايسا إيتيني () وأنيت كولب (), النتيجة:6-3, 3-6, 6-3